# Аквебоне (Бреша)
Аквебоне (итал. Acquebone) је насеље у Италији у округу Бреша, региону Ломбардија.
Према процени из 2011. у насељу је живело 23 становника. Насеље се налази на надморској висини од 665 м.